# エドゥアール・ブランドン
エドゥアール・ブランドン（Jacques Émile Édouard Brandon または Jacob Émile Édouard Péreira Brandon、1831年7月3日 - 1897年5月20日）はフランスのユダヤ人画家である。ユダヤ人に関するテーマの絵画などで知られる。エドゥアール・モイーズ、アルフォンス・レヴィとともに19世紀のユダヤ人社会を描いた代表的画家である。

## 略歴
パリで生まれたとされるが、ボルドーやポルトガルの生まれだとする説もある。スペイン系ユダヤ人の父親は裕福な投資家であったとされるが、画商であったとする資料もある。1849年にパリのエコール・デ・ボザールで、アントワーヌ＝アルフォンス・モンフォールやフランソワ＝エドゥアール・ピコ、ジャン＝バティスト・カミーユ・コローに学んだ。コローとは生涯を通じて交流した。
1856年にローマに移り、1863年まで滞在した。ローマでは、エドガー・ドガと知り合い、互いの作品を収集に加えた。ローマのサンタ・ブリジダ教会で仕事をし、カトリックのテーマの絵画も描いた。1863年にパリに戻った後、ユダヤに関するテーマで描き始め、ラビやシナゴーグを描いた。1865年と1867年のサロンで入賞した。ドガに誘われて、1874年の第1回印象派展にも出展した。パリではアイルランド出身の画家ナサニエル・ホーン(Nathaniel Hone the Younger)とも親しくなり、ホーンはブランドンのスタジオに滞在した.。
多くの画家との交流から1897年にパリで亡くなった時、コローやアングルの絵画を含む176点のコレクションが残され、競売にかけられその一部はユダヤ芸術歴史博物館の収蔵品となった。

## 作品

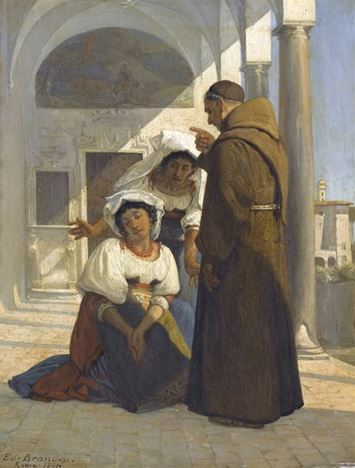
「告解」(1861)
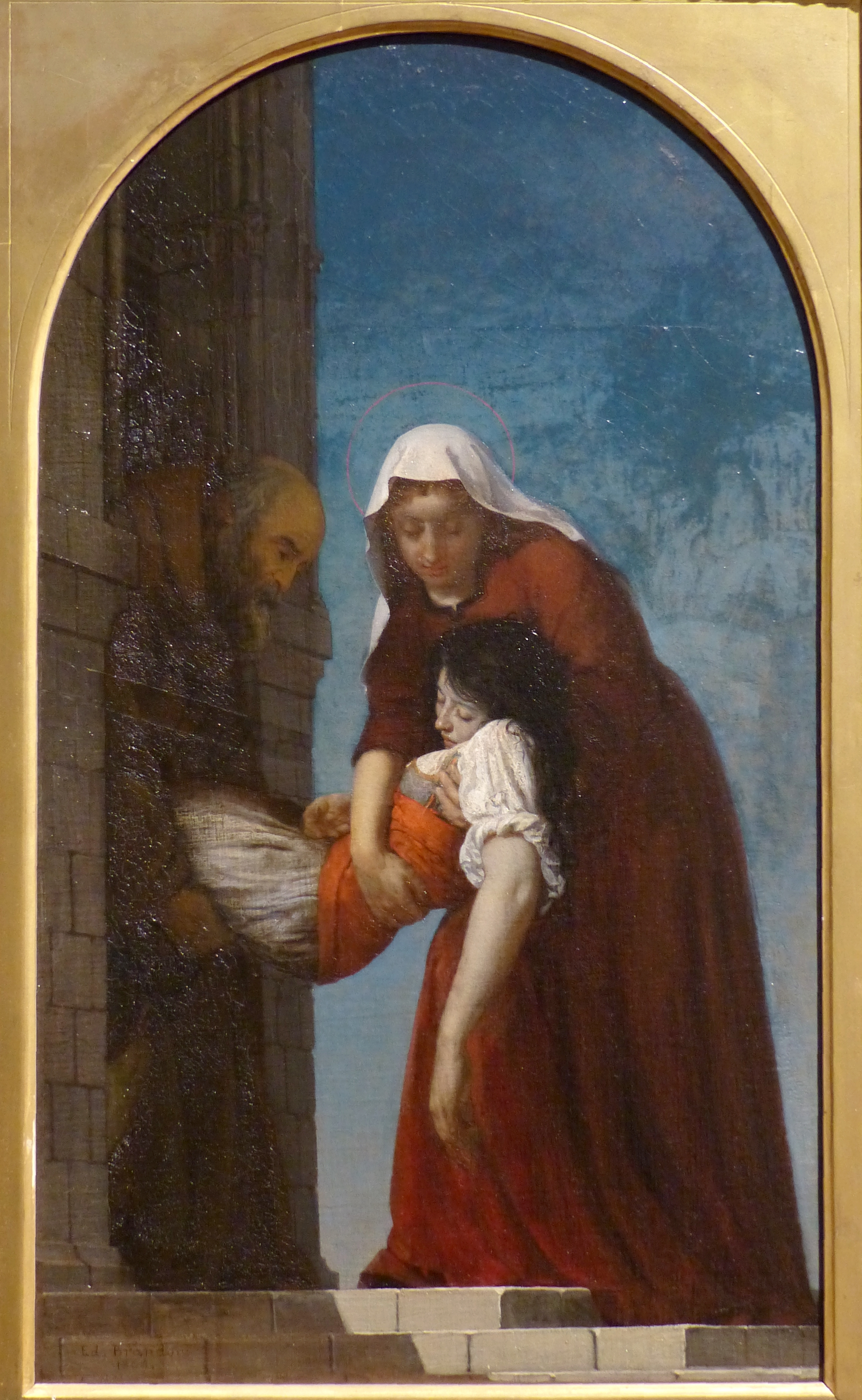
聖ブリジダ(1864)
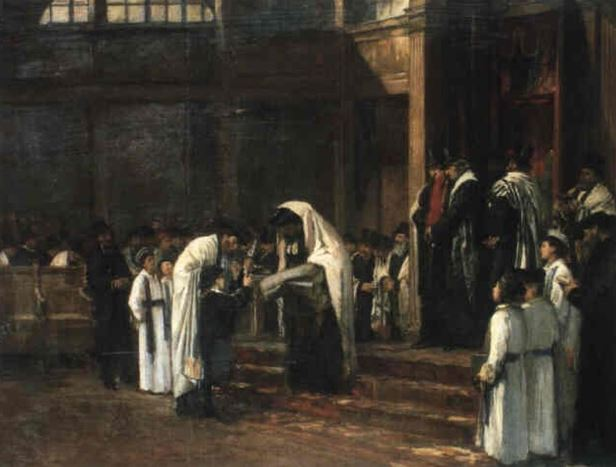
バル・ミツワー
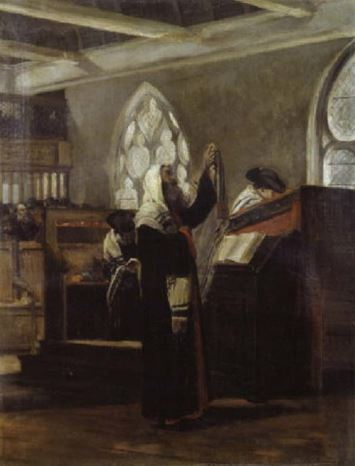
祈る人